# Alsophis
Alsophis — рід змій родини полозових (Colubridae). Представники цього роду мешкають на Малих Антильських островах.

## Види
Рід Alsophis нараховує 8 видів:
- Alsophis antiguae Parker, 1933
- Alsophis antillensis (Schlegel, 1837)
- Alsophis danforthi Cochran, 1938
- Alsophis manselli Parker, 1933
- Alsophis rijgersmaei Cope, 1869
- Alsophis rufiventris (A.M.C. Duméril, Bibron & A.H.A. Duméril, 1876)
- Alsophis sanctonum Barbour, 1915
- Alsophis sibonius Cope, 1879

## Етимологія
Наукова назва роду Alsophis походить від сполучення слів дав.-гр. αλσος — гай, ліс і οφις — змія.